# TuS Dassendorf
Die TuS Dassendorf (offiziell: Turn- und Sportgemeinschaft Dassendorf von 1948 e. V.) ist ein Sportverein aus Dassendorf. Der Verein stammt zwar aus Schleswig-Holstein, ist aufgrund seiner geographischen Nähe zu Hamburg jedoch Mitglied des Hamburger Fußball-Verbands. Die erste Fußballmannschaft spielt seit der Saison 2013/14 in der fünftklassigen Oberliga Hamburg und nahm bisher dreimal am DFB-Pokal (in der Spielzeit 2000/01, 2018/19 und 2019/20) teil. Der Verein hat 750 Mitglieder.

## Geschichte
Im Juni 1948 wurde die TuS Dassendorf gegründet, die zwischen 1949 und 1958 TuS Brunstorf-Dassendorf hieß. Die erste Fußballmannschaft pendelte jahrzehntelang zwischen Bezirksliga und Kreisklasse, ehe sich mit Günter Wunder, der im Kiestagebau als Unternehmer tätig war, ein Förderer bei der TuS engagierte. Drei Aufstiege in Folge bugsierten die Mannschaft 1997 in die Verbandsliga Hamburg. Der Aufstieg in die Oberliga erfolgte 1999 als Meister der Verbandsliga vor dem punktgleichen Eimsbütteler TV.
In der ersten Oberligaspielzeit erreichte die TuS Platz neun und gewann nach einem 5:1 über den SV Börnsen den Hamburger Pokal. Damit verbunden war die Qualifikation für den DFB-Pokal, wo die Dassendorfer in der ersten Runde auf die SpVgg Unterhaching trafen und vor 3.500 Zuschauern mit 0:5 verloren. In der Liga reichte es nur zu Platz 14. Als sich Mäzen Wunder nach vereinsinternen Querelen zum ASV Bergedorf 85 verabschiedete, zog der Verein seine erste Mannschaft aus der Oberliga zurück. Noch bis 2004 hielt sich die TuS Dassendorf in der Verbandsliga Hamburg und spielte nach dem Abstieg in der Landesliga.
Im Jahre 2013 gelang der erneute Aufstieg in die mittlerweile Oberliga Hamburg genannte höchste Amateurliga Hamburgs. Dort wurden die Dassendorfer zwar auf Anhieb Meister, verzichteten aber auf die Aufstiegsrunde zur Regionalliga Nord. In den Spielzeiten 2014/15, 2015/16, 2016/17 und 2017/18 verteidigten die Dassendorfer ihren Titel viermal in Folge, bewarben sich aber ebenfalls von vornherein nicht um einen Regionalligaplatz.
Als Sieger des Hamburger Verbandspokals 2018 qualifizierte sich die TuS Dassendorf für den DFB-Pokal 2018/19, wo sie in der ersten Runde am 18. August 2018 gegen den Zweitligisten MSV Duisburg verlor. Durch den erneuten Gewinn des Hamburger Verbandspokals am 25. Mai 2019 nahm der Verein wieder am DFB-Pokal teil und traf in der ersten Runde in Zwickau auf Dynamo Dresden (Ergebnis 0:3).

## Erfolge
- Meister der Verbandsliga/Oberliga Hamburg: 1999, 2014, 2015, 2016, 2017, 2018, 2020, 2022
- Hamburger Pokalsieger: 1999, 2018, 2019
- Teilnahme an DFB-Pokal: 2000/01, 2018/19, 2019/20

## Trivia
Obwohl Dassendorf in Schleswig-Holstein liegt, ist der Verein Mitglied im Hamburger Fußball-Verband und spielt im Hamburger Ligasystem.

## Persönlichkeiten
- Eric Agyemang
- Maximilian Ahlschwede
- Jürgen Degen
- Martin Harnik
- Ralf Jester
- Marcel Lenz
- Zhi Gin Lam
- Mattia Maggio
- Marcus Marin
- Omar Nazar
- Marcel Schied
- Lennard Sowah